# Wohlstandsparadox
Das Wohlstandsparadox beschreibt, dass trotz einer durchschnittlichen Einkommensvervielfachung in westlichen Gesellschaften während der vergangenen 50 Jahre die davon begünstigten Menschen kaum glücklicher geworden sind.
Abweichend von der gesellschaftlichen Betrachtung beim Wohlstandsparadoxon ist das Überflussparadox (Pfefferparadox) auf individuellen Wohlstand bezogen. Diese Form der Aporie bezeichnet den Effekt, wenn ein Übermaß an Besitz bzw. Eigentum an dessen Nutzung hinderlich ist. 
Ein Überfluss an Besitztümern, der eigentlich zu Komfort führen sollte, bewirkt dabei das Gegenteil, da der direkte Zugriff erschwert wird. Dieses Phänomen ist vielen Menschen aus der häuslichen Gewürzschublade bekannt: Es sind so viele Gewürze vorhanden, dass der gesuchte Pfeffer nicht gefunden wird, sodass er erneut angeschafft und damit das Problem verschärft wird. Unordnung, ineffiziente Nutzung von Zeit und Raum, Stress aufgrund von Unübersichtlichkeit etc. steigen weiter an.